# Det papperslösa kontoret

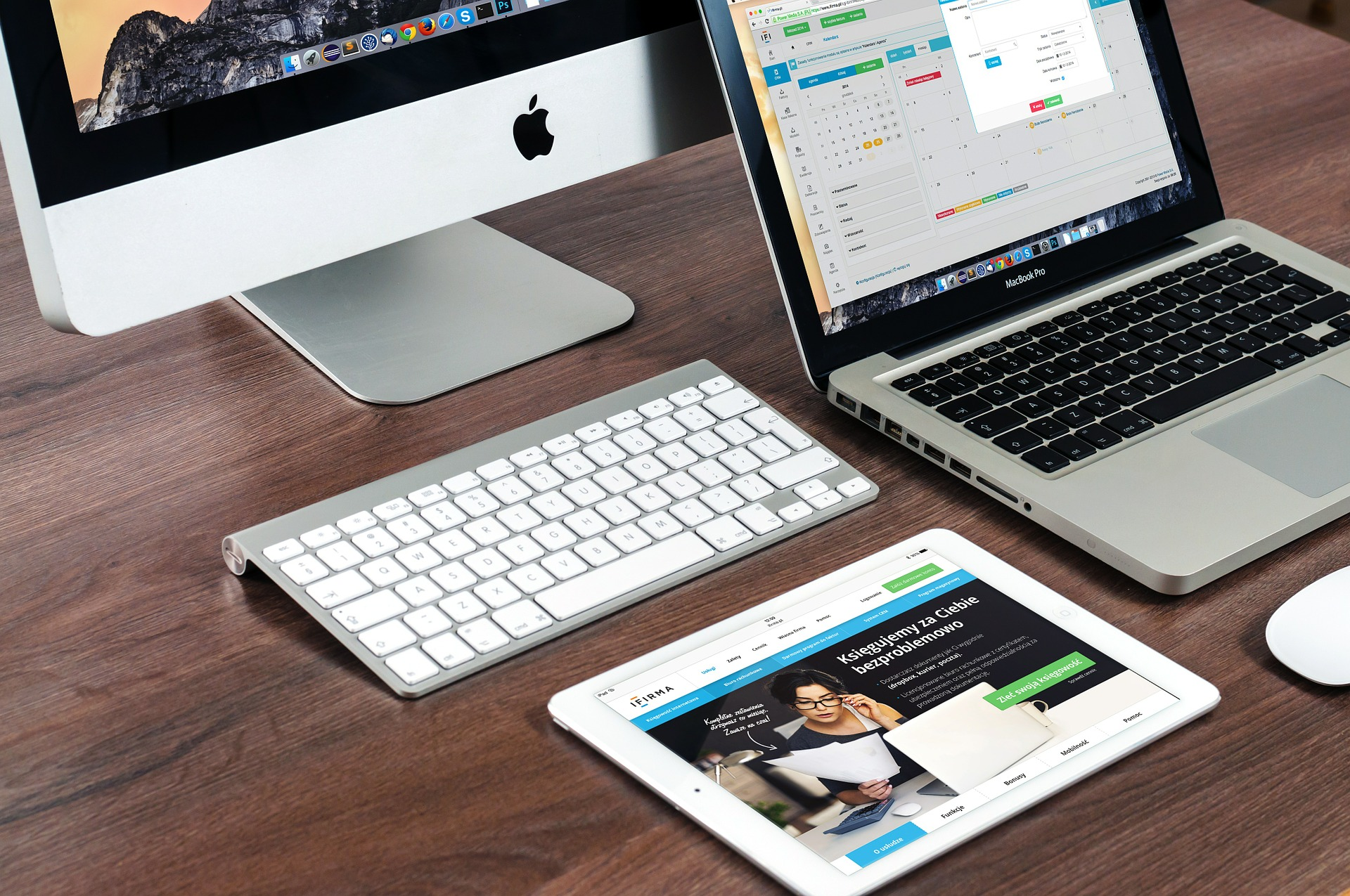
Papperslöst skrivbord med en Ipad, Imac och en Macbook.

Det papperslösa kontoret, som introducerades redan på 1970-talet, är en arbetsplats där få eller inga pappersdokument används. I stället digitaliseras informationen. Förespråkare hävdar att "att bli papperslös" kan spara pengar, öka produktiviteten, spara utrymme, göra dokumentation och informationsdelning enklare, hålla personlig information säkrare och hjälpa miljön . Konceptet kan utvidgas till kommunikation även utanför kontoret.
En förutsättning för att genomföra det papperslösa kontoret är att medel, metoder och processer anpassas till verksamheten. PDF har tagit över alltmer som informationsbärare i kombination med multipla HD-displayer(en) som tillåter granskning och redigering av flera samtidiga A4-dokument. Dokumentpärmar har ersatts av bärbara datorer med trådlös nätverksåtkomst. Hyllor med pärmar har ersatts av virtuella kataloger i en molntjänst. Bibliotekariens funktion har övertagits av CM-rollen (Configuration Manager).

## Definition och historik

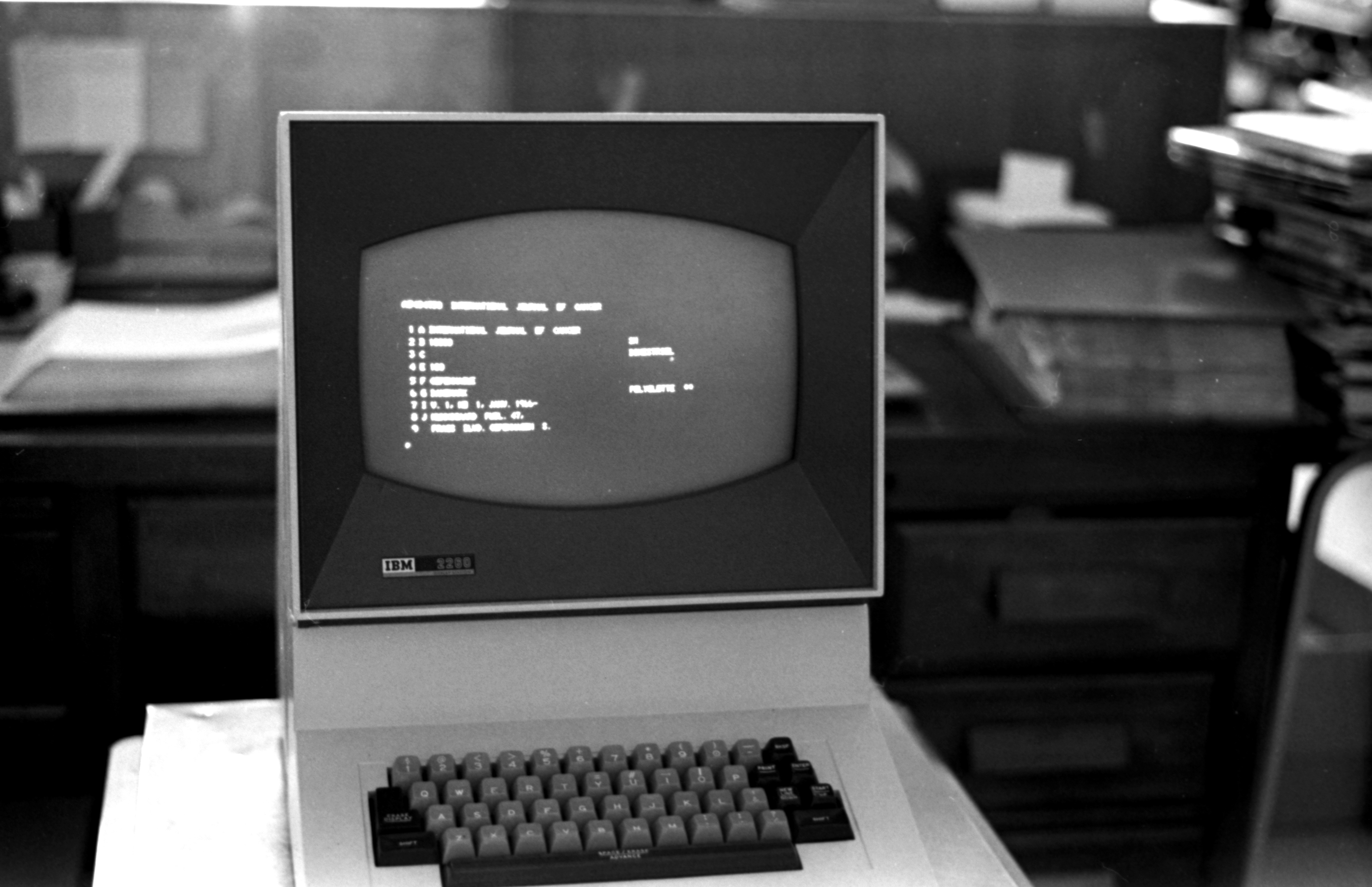
IBM 2260

Den papperslösa världen var en publicists slogan, avsedd att beskriva framtidens kontor. Det underlättades av populariseringen av videoskärmsdatorterminaler som 1964 års IBM 2260. En tidig förutsägelse av det papperslösa kontoret gjordes i en Business Week-artikel från 1975. Tanken var att kontorsautomation skulle göra papper överflödigt för rutinmässiga uppgifter som journalföring och bokföring och det blev framträdande i och med introduktionen av persondatorn. Även om förutsägelsen om en PC på varje skrivbord var anmärkningsvärt profetisk, var det inte det "papperslösa kontoret". 
År 1983 försökte Micronet, Inc. att varumärkesmärka frasen "The Paperless Office", men övergav denna ansökan 1984.
Under 2019 föreslog en analytiker i Nya Zeeland att ett lämpligare mål för ett kontor kan vara att bli "papperslätt" snarare än "papperslöst".
År 2022 marknadsförde Foxits VD företagets vision om att det "papperslösa kontoret" skulle ha såväl ekonomiska som hållbarhetsfördelar.
Enligt en uppskattning mer än fördubblades den globala användningen av kontorspapper från 1980 till 2000. Detta tillskrevs den ökade enkla dokumentproduktionen och den utbredda användningen av elektronisk kommunikation, vilket resulterade i att användarna fick ett stort antal tryckta dokument.
År 2014 hävdade en analytiker i USA att "vi faktiskt accelererar i vår användning av papper med den årliga tillväxttakten för mängden papper som produceras av det genomsnittliga företaget ligger på 25 procent. Varje dag görs uppskattningsvis 1 miljard fotokopior."
År 2024 uppskattade amerikanska EPA att "den genomsnittliga amerikanen använder mer än 300 kg papper varje år - den högsta pappersanvändningssiffran per capita i världen. Under de senaste 20 åren nådde användningen av pappersprodukter i USA 208 miljoner ton (upp från 92 miljoner), vilket är en tillväxt på 126 procent."
Vissa hävdar att papper alltid kommer att ha en plats eftersom det ger andra användningsområden än skärmar, till exempel genom att det är mer tillförlitligt tillgängligt.

## Miljöpåverkan av papper
I USA, under perioden 2005–2020, minskade Scope 1 och 2 växthusgasutsläpp från varje ton produktion av "papper och träprodukter" med 24,1 procent. Betydande ytterligare förbättringar av kolintensiteten i pappers- och träproduktindustrin förväntas fram till 2030.
År 2024 hävdade US EPA att "Det finns miljö- och folkhälsoeffekter av pappersanvändning. Massa- och pappersindustrin är den femte största konsumenten av energi och står för 4 procent av världens hela energianvändning. Andelen av papperet i kommunalt fast avfall i vikt är 35 procent."
År 2003 noterade Internationella institutet för miljö och utveckling att "Det finns två radikalt motsatta åsikter om [pappers] konsumtion. I allmänhet hävdar företag att pappersanvändning kan göras miljöeffektivt och att det inte bör sättas några gränser för dess konsumtion. Miljö- och sociala grupper, å andra sidan, hävdar att sådan ekoeffektivitet kan vara till hjälp för att svara på de begränsade naturliga resursernas efterfrågan, men detta kommer inte att vara tillräckligt med de moraliska resursernas krav."

## Elektroniks miljöpåverkan
En papperslös arbetsmiljö kräver en infrastruktur av elektroniska komponenter för att möjliggöra produktion, överföring och lagring av information. Industrin som producerar dessa komponenter är en av de minst hållbara och mest miljöskadliga sektorerna i världen. Processen att tillverka elektronisk hårdvara innefattar utvinning av ädelmetaller och produktion av plast i industriell skala. Överföring och lagring av digital data underlättas av datacenter, som förbrukar betydande mängder av elförsörjningen i ett värdland.

## Eliminering papper genom automatisering och elektronisk blankettautomatisering
Behovet av papper elimineras genom att använda onlinesystem, som att ersätta registerkort och kortsnurror med databaser, maskinskrivna brev och fax med e-post och referensböcker med internet. E -Sign Act från 2000 i USA föreskrev att ett dokument inte kan avvisas på grundval av en elektronisk signatur och krävde att alla företag skulle acceptera digitala signaturer på dokument. Många dokumenthanteringssystem har möjligheten att läsa dokument via optisk teckenigenkänning och använda dessa data inom dokumenthanteringssystemets ram. Även om denna teknik är väsentlig för att uppnå ett papperslöst kontor tar den emellertid inte upp de processer som genererar papper i första hand. 

## Säkra och spåra dokument
I takt med att medvetenheten om identitetsstöld och dataintrång blev mer utbredd antogs nya lagar och förordningar som kräver att företag som hanterar eller lagrar personligt identifierbar information tar hand om dessa dokument på rätt sätt. Vissa har hävdat att papperslösa kontorssystem är lättare att säkra än traditionella arkivskåp, eftersom individuell åtkomst till varje dokument kan spåras.

## Arkivlagring
Inom biblioteks- och arkivvetenskap är digitalt bevarande en formell process för att säkerställa att digital information av fortsatt värde förblir tillgänglig och användbar på lång sikt. Det omfattarar planering, resursallokering och tillämpning av bevarandemetoder och -tekniker och kombinerar policyer, strategier och åtgärder för att säkerställa tillgång till omformaterat och "född digitalt" innehåll, oavsett utmaningarna med mediamisslyckande och tekniska förändringar. Målet med digitalt bevarande är korrekt återgivning av autentiserat innehåll över tid.